# Flugplatz Kuria

i7
i11
i13
Der Flugplatz Kuria (englisch Kuria Airport, IATA-Code: KUC, ICAO-Code: NGKT) ist ein kleiner regionaler Flugplatz auf dem zu den zentralen Gilbertinseln gehörenden Atoll Kuria des Staates Kiribati im Pazifischen Ozean. Er liegt auf der Insel Buariki, drei Kilometer östlich des gleichnamigen Hauptorts.
Air Kiribati fliegt den Flugplatz zweimal wöchentlich vom Bonriki International Airport auf Tarawa aus an.

## Flugverbindungen
- Air Kiribati (Tarawa)